# Doru Năstase
Doru Ion Năstase (Bucarest, 2 de febrer de 1933 -29 d'abril de 1983) va ser un director de pel·lícules romaneses. Abans de debutar, als 42 anys, es va destacar per les seves qualitats com a segon director de pel·lícules històriques dirigides per Sergiu Nicolaescu i Gheorghe Vitanidis.
El director Doru Năstase va morir el 29 d'abril de 1983, un dia abans de la manifestació de l'1 de maig de 1983, de la qual va ser l'organitzador. Aquella nit va rebre una trucada telefònica del partit per canviar tot el rumb de la manifestació; va entrar en pànic per falta de temps i va tenir un infart.

## Filmografia

### Director
- Străinul (1964) - assistent de direcció (com a Ion Năstase)
- Mihai Viteazul (1971) - director segon
- Ciprian Porumbescu (1973) - director segon
- Pe aici nu se trece (1975)
- Războiul independenței (1977)
- Vlad Țepeș (1979)
- Drumul oaselor (1980)
- Trandafirul galben (1982)
- Misterele Bucureștilor (1983)

### Actor
- Mihail, cîine de circ (1979)